# Johnny Angel
"Johnny Angel" is een nummer geschreven en gecomponeerd door Lyn Duddy en Lee Pockriss. Het werd oorspronkelijk opgenomen door zowel Laurie Loman als Georgia Lee, maar die twee versies waren geen succes. Het werd voor het eerst een populaire hitsingle toen het in de herfst van 1961 werd opgenomen door Shelley Fabares; zij bracht het naar nummer 1 in de Billboard Hot 100-hitlijst toen het nummer in 1962 werd uitgebracht. In hetzelfde jaar had de Britse zangeres Patti Lynn een bescheiden hit in de UK Singles Chart met haar cover van het nummer. Het Amerikaanse popduo The Carpenters nam "Johnny Angel" in 1973 op als onderdeel van een medley van oldies op kant twee van hun album Now & Then.